# Kartomancja

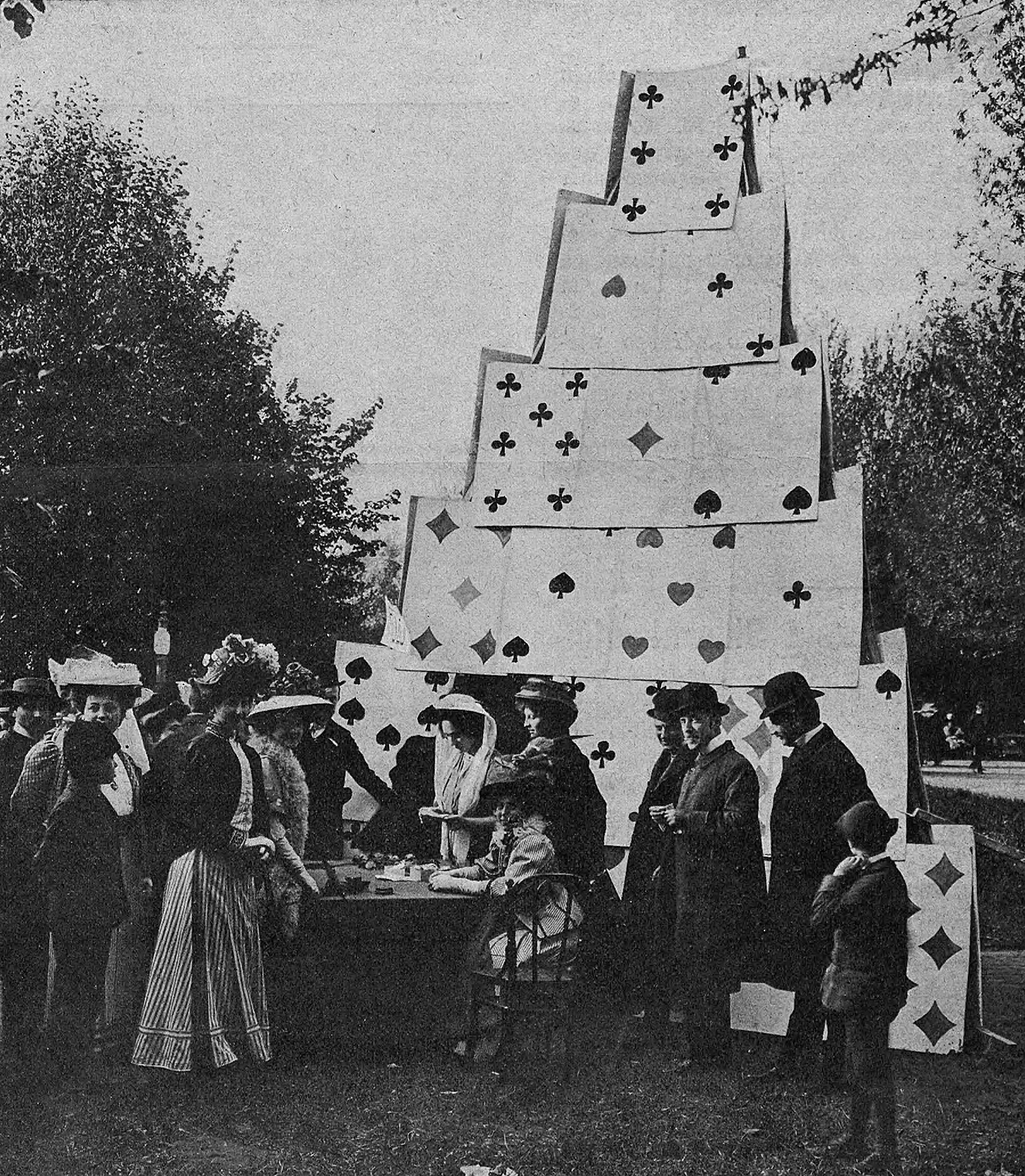
Wróżenie z kart w Krakowie (1908)

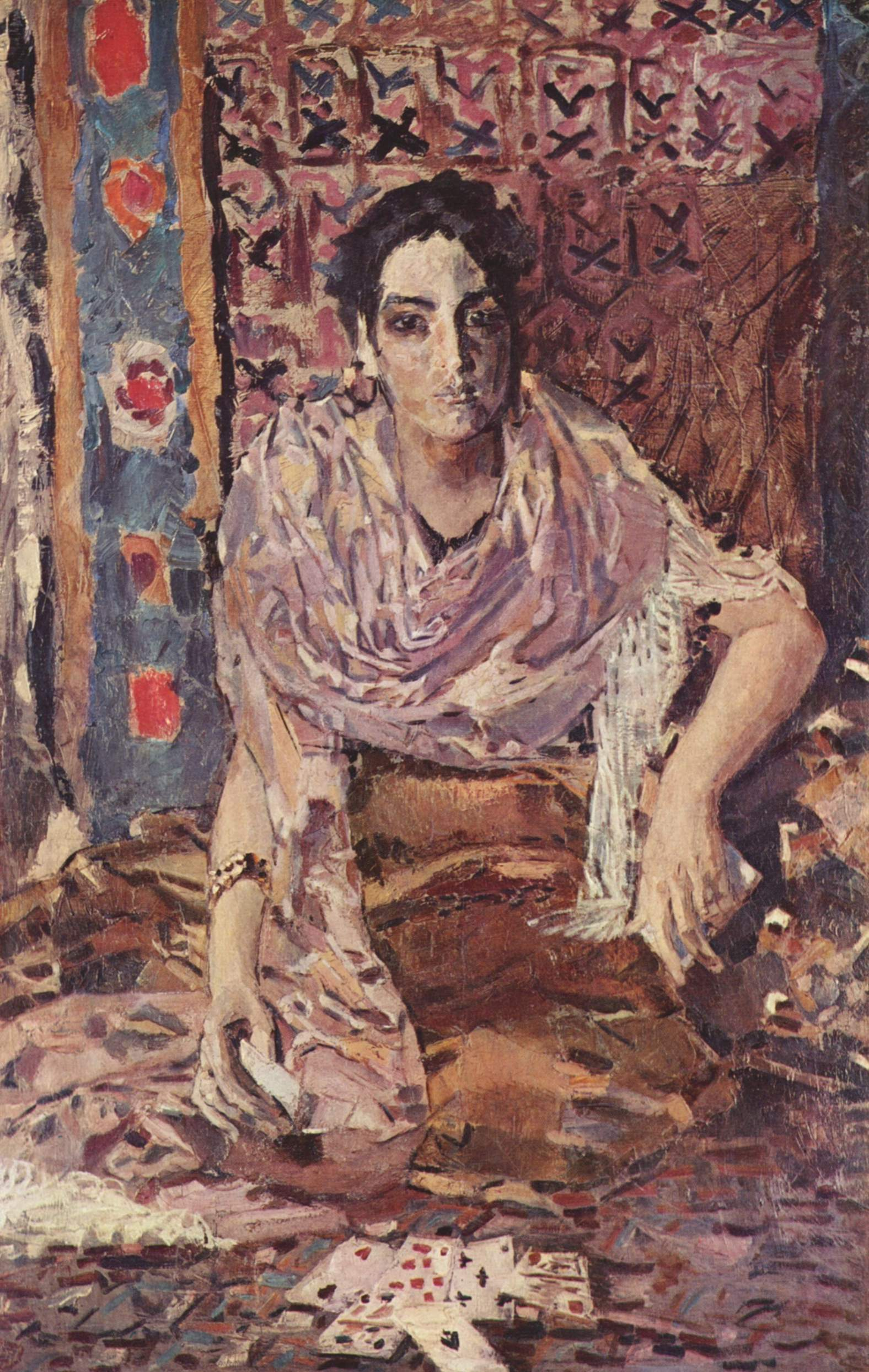
Kartomantka na obrazie pędzla Michaiła Wrubla

Kartomancja (inaczej zwane tarotem, kabałą karcianą lub kabałą perską) – wróżenie z kart, przeważnie są to karty do gry 24-listkowe (klasyczna kabała perska, od asa do dziewiątek), 32-listkowe (od asa do siódemek) lub 52-listkowe (od asa do dwójek), używany jest również tarot składający się z 78 kart, znane są także specjalne karty przeznaczone tylko do wróżenia (np.: karty anielskie lub cygańskie). Poszczególnym kartom przypisuje się różne znaczenia, a z ich wzajemnego rozkładu odczytuje się przepowiednię.
Przyjęcie określonej konwencji odczytywania i interpretacji znaczenia poszczególnych kart oraz ich układów jest sprawą nie tylko przyjętych kanonów wróżenia, ale też indywidualnych, osobistych zapatrywań i skłonności wróżącego.

## Znaczenie kart
Karty do gry składają się z czterech kolorów, a mianowicie: trefl, karo, kier, pik. Każdemu kolorowi jest przypisana pewna ogólna właściwość. W każdym kolorze są 3 figury (w tarocie 4), symbolizujące jakieś osoby. W ten sposób uzyskuje się pewną typologię osobowości. Pozostałe karty oczkowe od 2 do 10 oznaczają pewne zdarzenia. Jednak karty są wieloznaczne, co umożliwia modyfikowanie wypowiedzi.

### Znaczeniekolorów kart
| kolor | pora roku | siła    | żywioł    |
| ----- | --------- | ------- | --------- |
| ♠     | zima      | bierna  | ziemia    |
| ♣     | jesień    | bierna  | woda      |
| ♦     | wiosna    | aktywna | powietrze |
| ♥     | lato      | aktywna | ogień     |

## Sposoby stawiania kart
Są znane różne układy kart, od najprostszych, składających się z trzech kart, następnie rozpowszechniony układ siedmiu lub więcej kart, do bardziej skomplikowanego, składającego się z 78 kart, tarota. Karty wykłada się w określonej kolejności.
Czytanie kart polega na kojarzeniu ich znaczeń (uwzględniając „wpływ” sąsiednich kart), przez co uzyskuje się wypowiedź, czasami zgodną z oczekiwaniami zainteresowanej osoby, pomyślną lub wzbudzającą lęk. Karty naświetlają sytuację, a człowiek podejmuje decyzję.

## Pozycje kart
Niektóre karty mogą mieć dwie pozycje: pozycję normalną i odwróconą. Pozycja normalna, to taka, w której ilość symboli koloru dominuje na górze karty, bądź ten symbol widzimy bez odwrócenia. U niektórych kart trudno zdefiniować pozycję: wszystkie karo, walety, króle, damy, dziesiątki, ósemki, szóstki, czwórki, dwójki.